# Казиханов Ержан Хозеєвич
Ержан Хозеєвич Казиханов (21 серпня 1964, Алма-Ата, Казахська РСР) — казахстанський державний діяч і дипломат, міністр закордонних справ Республіки Казахстан (з 2011). Кандидат історичних наук, Надзвичайний і Повноважний Посол.

## Біографія
Народився 21 серпня 1964 року в місті Алма-Аті. У 1987 році закінчив східний факультет Ленінградського державного університету за фахом історик-сходознавець. Володіє російською, англійською і арабською мовами.
З 1987 по 1989 рр. проходив службу в рядах збройних сил СРСР.
У 1989–1992 рр. — другий секретар, перший секретар Протокольно-політичного відділу МЗС Казахської РСР.
У 1992–1995 рр. — завідувач відділу, заступник начальника Управління Державного протоколу МЗС РК.
У 1995–2000 рр. — перший секретар, радник Постійного Представництва РК при ООН (Нью-Йорк).
У 2000–2003 рр. — директор Департаменту багатосторонньої співпраці МЗС РК.
З 2003 по 2007 рр. — Постійний представник Казахстану при Організації Об'єднаних Націй (Нью-Йорк); Надзвичайний і Повноважний Посол Республіки Казахстан в Республіці Куба за сумісництвом.
З 2007 по 2008 рік — заступник Міністра закордонних справ Республіки Казахстан.
З 2009 по 2011 рік — Надзвичайний і Повноважний Посол Республіки Казахстан в Республіці Австрія; Постійний Представник РК при міжнародних організаціях у Відні.
З лютого по квітень 2011 року — заступник Міністра закордонних справ Республіки Казахстан.
З 11 квітня 2011 року — Міністр закордонних справ Республіки Казахстан.

## Автор
Автор численних статей і публікацій в казахстанських і зарубіжних періодичних виданнях по актуальних проблемах міжнародних відносин, багатосторонньої дипломатії і діяльності ООН.

## Нагороди
- Медаль «Ерен еңбегі үшін» (2005),
- Ювілейна медаль «Қазақстан Республикасының тәуелсіздігіне 10 жыл» (2001)
- Ювілейна медаль «Қазақстан Конституциясына 10 жыл» (2005)
- Ювілейна медаль «Қазақстан Республикасының Парламентіне 10 жыл» (2006)
- Ювілейна медаль «Астананың 10 жылдыгы» (2008).